# Distúrbios islamitas de setembro de 2012
Distúrbios islamitas de setembro de 2012 referem-se as manifestações e protestos anti-Ocidente e antiamericanos, bem como violentos ataques realizados contra embaixadas e consulados dos Estados Unidos, provocados pelo filme anti-islâmico Innocence of Muslims e mais tarde pelas caricaturas publicadas por algumas revistas europeias. Os distúrbios se espalharam por todo o mundo, especialmente na África e no Oriente Médio, causando inúmeros confrontos e mortes, com destaque para o caso da morte do embaixador estadunidense na Líbia Christopher Stevens.
Os protestos se estenderam a pelo menos 32 países, principalmente do mundo islâmico como Egito, Mauritânia, Marrocos, Líbia, Argélia, Territórios Palestinos, Síria, Jordânia, Iêmen, Catar, Kuwait, Barém, Irã, Turquia, Afeganistão, Iraque, Somália, Líbano, Nigéria, Quênia, Paquistão, Malásia, Singapura, Índia, Bangladesh, Sri Lanka, Maldivas e Indonésia. Além disso, grupos de manifestantes protestaram contra as embaixadas dos Estados Unidos em Londres e Amsterdã, sendo estes protestos mais minoritários.
As missões atacadas foram a embaixada norte-americana no Cairo, o consulado em Bengasi e a embaixada em Sana, no Iêmen. No ataque à embaixada no Cairo, muros foram escalados e bandeiras dos Estados Unidos queimadas e trocadas por bandeiras islâmicas negras. Na Líbia, o consulado foi atacado com armas de fogo leve e lança-granadas, que incendiaram o prédio e causaram a morte do embaixador Christopher Stevens e mais 14 pessoas, funcionários da embaixada e policiais líbios. O ataque foi considerado um plano realizado por integrantes da Al-Qaeda, embora há quem acuse os remanescentes do regime kadhafista. (ver: Ataque terrorista em Bengasi em 2012)
No Egito, manifestantes pintaram uma mensagem nas paredes da embaixada, que tem uma estrutura de uma fortaleza e encontra-se perto da Praça Tahrir, onde os egípcios se rebelaram contra Mubarak, que expressava o seguinte: "Se sua liberdade de expressão não tem limites, nossa liberdade de ação tampouco terá".
Em 13 de setembro, manifestantes atacaram a embaixada americana no Iêmen, invadindo o complexo diplomático, incendiando carros estacionados, até serem expulsos por jatos de água e bombas de gás lacrimogêneo. No mesmo dia, os protestos se espalharam pela região do Oriente Médio, com manifestações na Faixa de Gaza, em frente à embaixada dos EUA em Tel Aviv, e em Teerã, no Irã, em frente à embaixada da Suíça, que representa os interesses norte-americanos no país.
Em 14 de setembro, novo ataque ocorreu, desta vez contra a embaixada em Túnis, na Tunísia, onde três homens morreram após pular os muros do edifício incendiando árvores e quebrando janelas. Uma escola americana também foi incendiada na cidade. Protestos no Líbano também deixaram dois mortos e em Cartum, no Sudão, além da representação dos Estados Unidos, ainda foram atacadas as missões da Alemanha, que foi incendiada, e do Reino Unido. Após os incidentes no Sudão e na Tunísia, o governo norte-americano determinou a retirada de familiares e de funcionários não essenciais das embaixadas nas capitais dos dois países.